# David Butler
David Butler (ur. 17 grudnia 1894 w San Francisco, zm. 14 czerwca 1979 w Arcadii) – amerykański reżyser, aktor, scenarzysta i producent filmowy.